# Telipogon wallisii
Telipogon wallisii är en orkidéart som beskrevs av Heinrich Gustav Reichenbach. Telipogon wallisii ingår i släktet Telipogon och familjen orkidéer.
Artens utbredningsområde är Colombia. Inga underarter finns listade i Catalogue of Life.